# Newberry (Flórida)
Newberry é uma cidade localizada no estado americano da Flórida, no condado de Alachua. Foi incorporada em 1908.

## Geografia
De acordo com o United States Census Bureau, a cidade tem uma área de 141,3 km², onde 138,6 km² estão cobertos por terra e 2,7 km² por água.

### Localidades na vizinhança
O diagrama seguinte representa as localidades num raio de 24 km ao redor de Newberry.

## Demografia
Segundo o censo nacional de 2010, a sua população é de 4 950 habitantes e sua densidade populacional é de 35,72 hab/km². Possui 2 068 residências, que resulta em uma densidade de 14,92 residências/km².